# Dolichoprosopus leuciscus
Dolichoprosopus leuciscus là một loài bọ cánh cứng trong họ Cerambycidae.